# Harold Cooke (hokej na travi)
Harold Cooke (? — ?) je bivši britanski hokejaš na travi.
Osvojio je zlatno odličje na hokejaškom turniru na Olimpijskim igrama 1920. u Antwerpenu (Anversu) igrajući za Ujedinjeno Kraljevstvo. 
Važno je napomenitu da se Harold Cooke nalazi jedino na popisu Baze podatake Međ. olimpijskog odbora.
Određeni Harold Cooke se nalazi na popisu članova momčadi u Antwerpenu na stranicama Britanske olimpijske asocijacije, no kao član momčadi, a ne kao športaš koji je osvojio odličje, a uz to je taj s popisa se rodio 1907. Prema tom računu, taj Harold Cooke bi morao imati 13 godina ako je sudjelovao na tim OI, a onda je mnogo kasnije morao postati mačevateljem koji je sudjelovao na OI 1948. i 1952.

## Vanjske poveznice
- Profil na Database Olympics  Arhivirana inačica izvorne stranice od 13. prosinca 2012. (Wayback Machine)